# San Pedro de la Fuente (Burgos)
San Pedro de la Fuente es un barrio que se encuentra en el distrito 2 - Oeste de Burgos (Castilla y León, España), en la margen derecha del Arlanzón y junto al cerro del castillo. 

## Historia

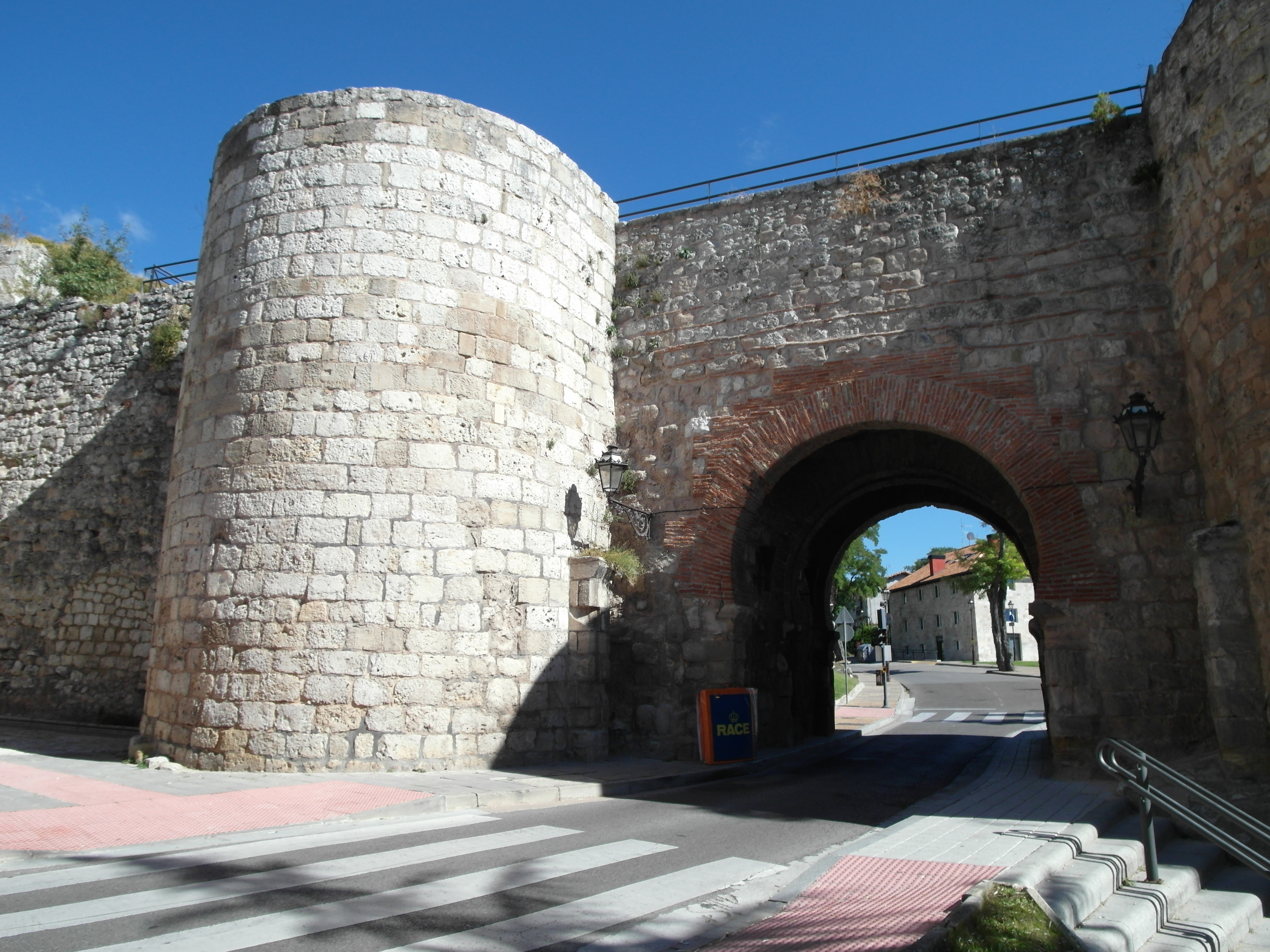
Arco de San Martín visto desde el barrio de San Pedro de la Fuente.

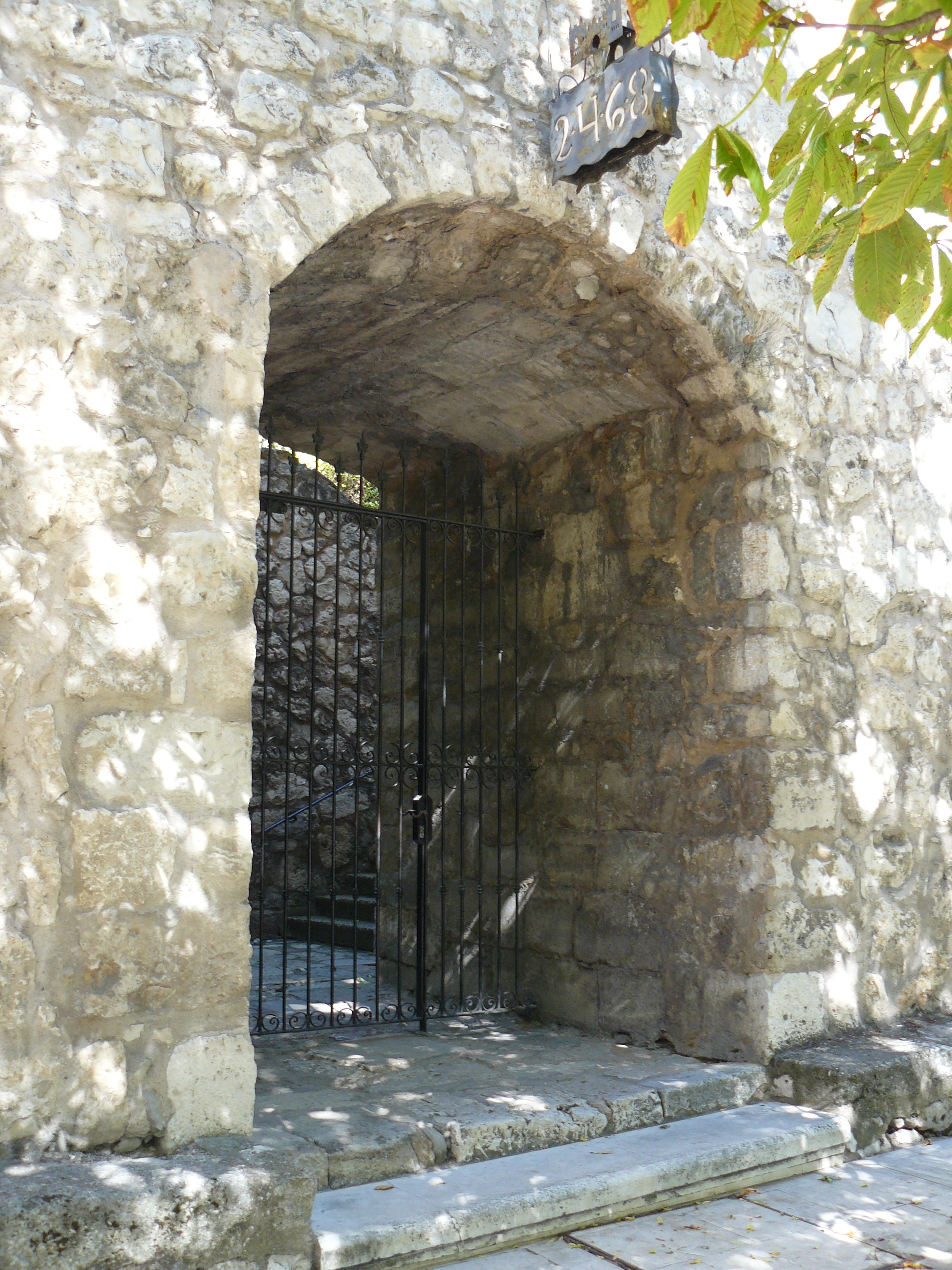
Puerta de la Judería tras su restauración.

Este barrio se levantó fuera de la muralla y comenzó a ser conocido como San Pedro del Barrio o San Pedro Extramuros. 
En su origen, contaba con dos ermitas hoy desaparecidas: Nuestra Señora de la Rebolleda y San Zadornil o San Saturnino. Ya en el siglo X existía en esta zona una iglesia dedicada a San Pedro y en 1085 el rey Alfonso VI fundó junto a ella  el Hospital del Emperador (primero de los que fueron jalonando la ruta jacobea para cuidar a los peregrinos). La primitiva iglesia de San Pedro de la Fuente fue construida en el siglo XIII y pervivió hasta 1813, cuando fue destruida por los franceses durante la Guerra de la Independencia. La actual iglesia neoclásica fue construida en 1823 por el arquitecto Zunzunegui.
El barrio de San Pedro de la Fuente lindaba con la aljama de Burgos, situada al suroeste del castillo, y se comunicaba con la Judería Alta a través de la puerta mudéjar de San Martín y con la Judería Baja pasando por la puerta de la Judería y la puerta de los Tintes. 
Forma parte del Camino de Santiago y los peregrinos han de atravesarlo desde el arco de San Martín, para alcanzar el puente de Malatos y pasar el río Arlanzón. 
Hasta comienzos del siglo XX era un barrio agrícola y ganadero, que cultivaba las fincas que le rodeaban. Posteriormente ha sufrido una progresiva urbanización, que le ha ido desvinculando de sus antiguas referencias campesinas.

### Fuentecillas

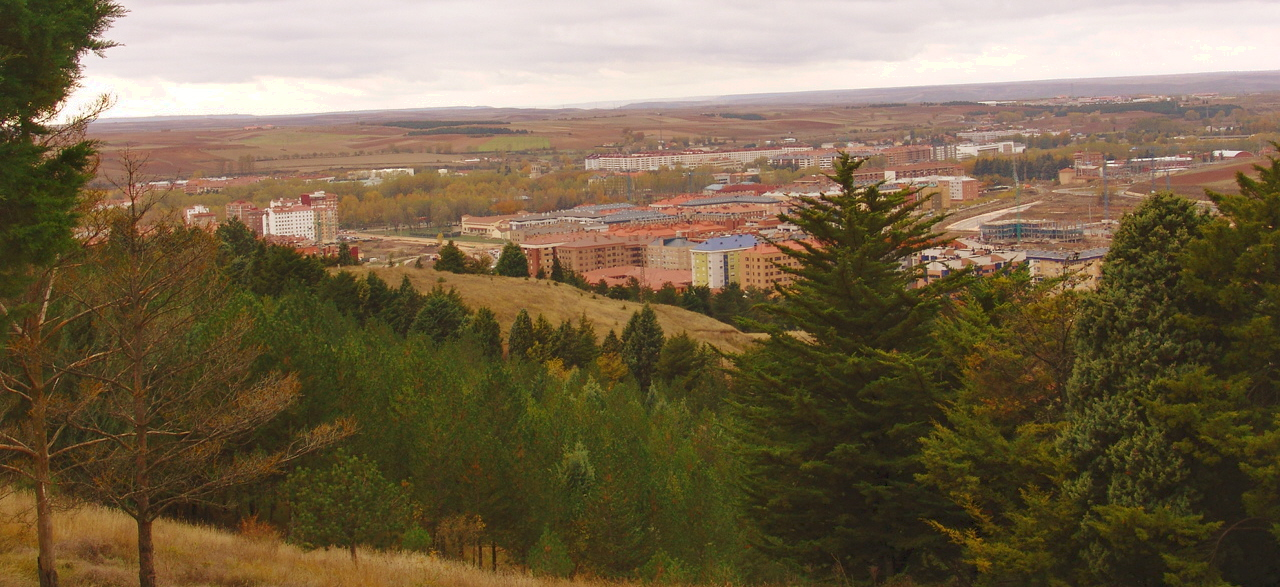
Vista de parte del barrio de Fuentecillas, colindante con el de San Pedro de la Fuente, visto desde el Castillo de Burgos.

Este barrio situado al norte del paseo de las Fuentecillas y colindante con el barrio de San Pedro de la Fuente, comparte con este último algunos servicios: por ejemplo, la Biblioteca Municipal Miguel de Cervantes y el Centro de Salud Los Cubos.
Al tratarse de dos barrios limítrofes y no excesivamente extensos, tanto a nivel municipal como popular es frecuente referirse a ambos conjuntamente como barrio de San Pedro de la Fuente-Fuentecillas.
La cabecera de la iglesia de Nuestra Señora del Rosario, situada en el barrio de Fuentecillas, contiene en su interior  un retablo barroco del siglo XVIII, que procede de la iglesia de San Miguel del deshabitado pueblo de Loranquillo (Belorado). Es el retablo del altar mayor.

## Monumentos

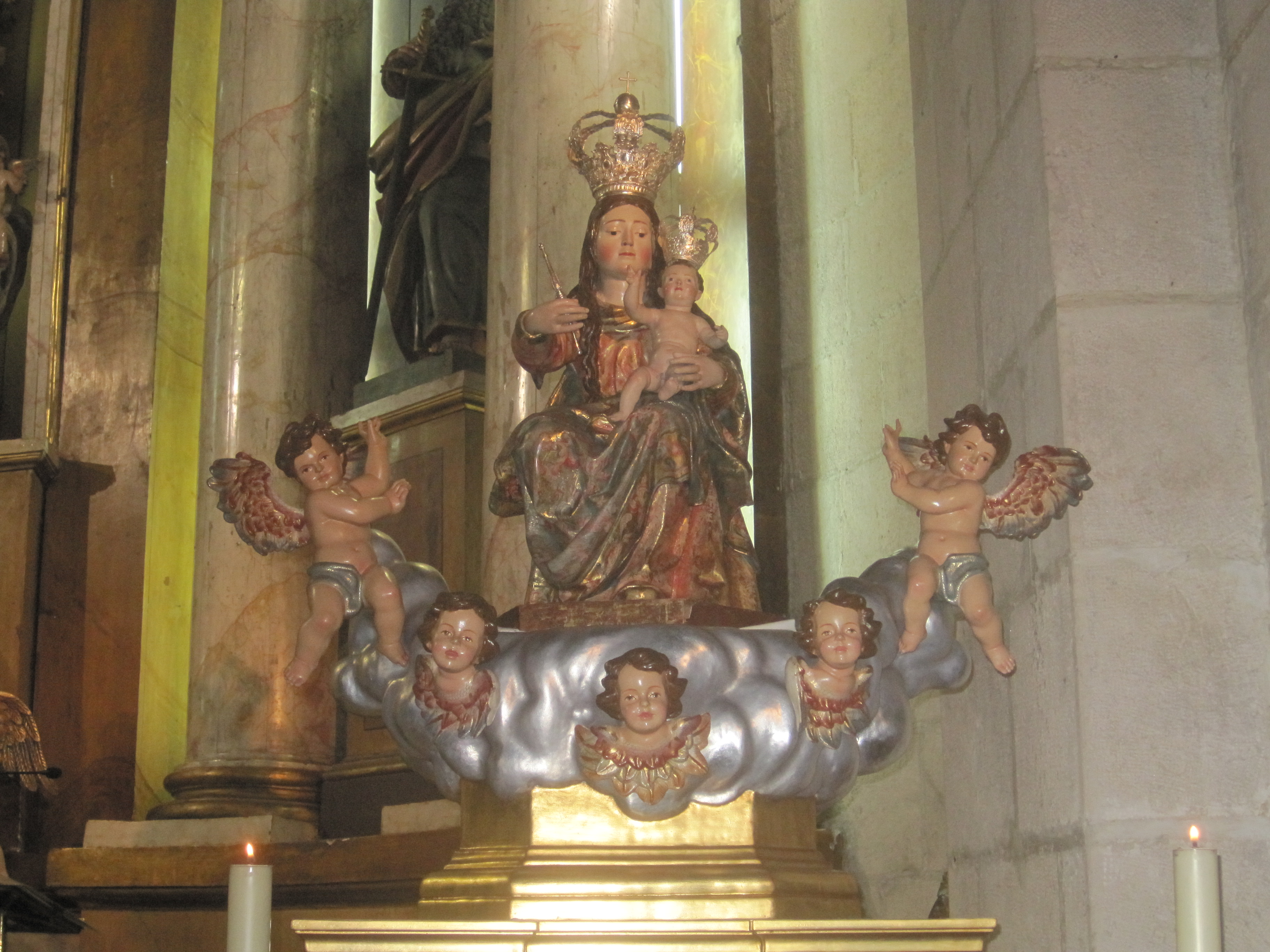
Imagen de Santa María la Blanca, en la iglesia de San Pedro de la Fuente. Procede de la desaparecida iglesia de Santa María la Blanca.

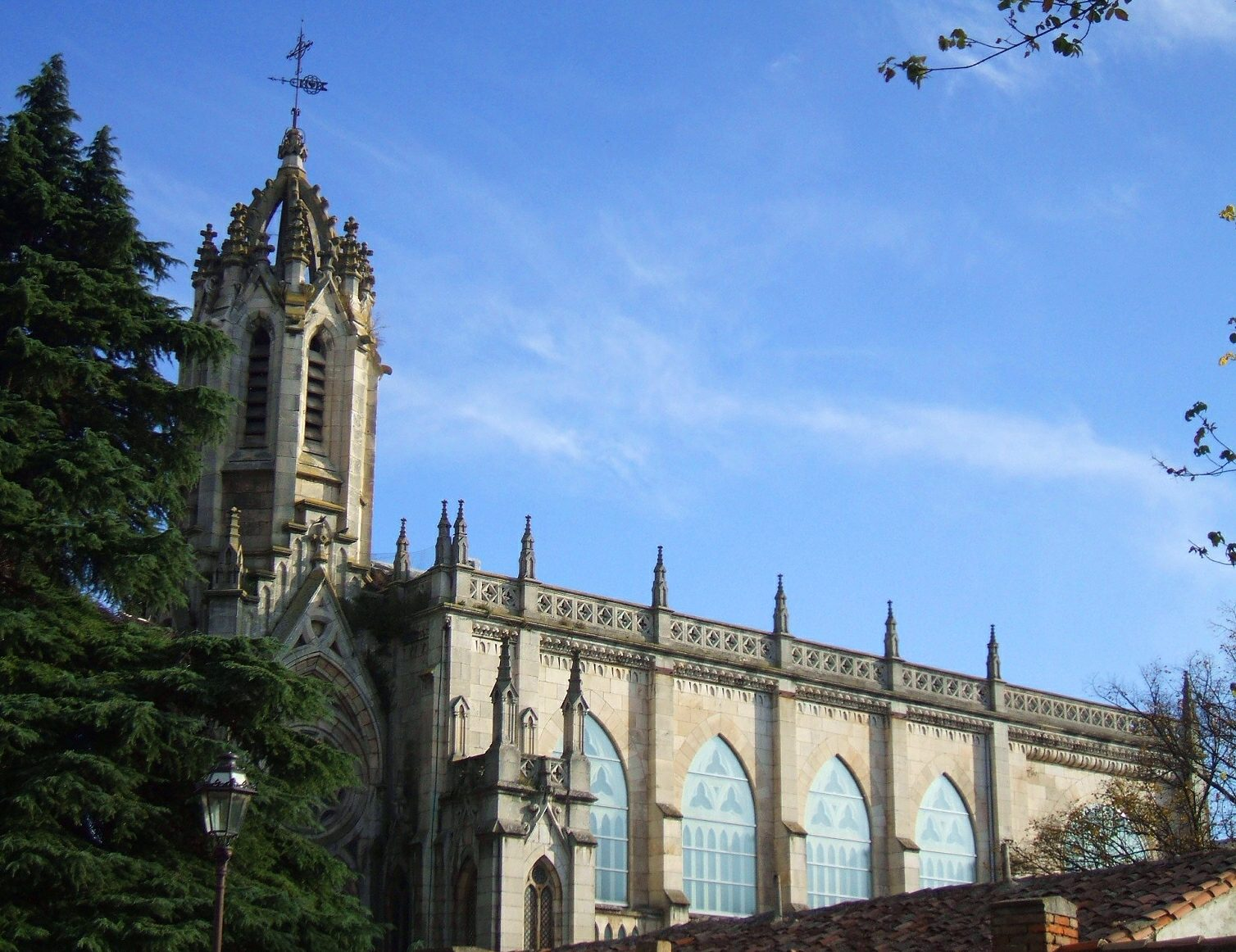
Iglesia del monasterio de la Visitación de Santa María, Salesas.

- Iglesia de San Pedro de la Fuente (Burgos).
- Monasterio de la Visitación de Santa María (Burgos).
- Monasterio de la Madre de Dios (Burgos).
- Palacio de la Isla.

## Equipamientos
- Paseo de la Isla
- Biblioteca Municipal Miguel de Cervantes
- Colegio Público de Educación Infantil y Primaria Solar del Cid
- Centro municipal de San Pedro de la Fuente.
- Centro de Salud Los Cubos
- Hospital San Juan de Dios (Hermanos Hospitalarios de San Juan de Dios).
- Hospital "Fuente Bermeja" (antiguo hospital para tuberculosos, actualmente especialización en patología mental crónica).

En el barrio de Fuentecillas:
- Colegio Público de Educación Infantil y Primaria Fuentecillas

## Fiestas
El barrio celebra la festividad de la Cátedra de San Pedro en Antioquía (22 de febrero).

### Romería de la Virgen Blanca
El último domingo de mayo se celebra la romería de la Virgen Blanca, que hasta 2005 se hacía coincidir con un mercado medieval que dejó de celebrarse. La romería consiste en llevar la imagen de la Virgen desde la iglesia de San Pedro de la Fuente hasta la explanada del castillo, lugar donde se encontraba el templo de Santa María la Blanca (que albergaba la imagen y que fue destruido en 1813).

## Calles destacadas
- Paseo de la Isla.
- Paseo de los Cubos.
- Calle Emperador.
- Calle Francisco de Salinas.
- Calle San Zadornil.
- Calle Villalón.
- Calle Benedictinas de San José.
- Calle Reina Beatriz de Suabia.

## Autobuses
- Línea 18 y 19: Plaza del Mío Cid - Fuentecillas- hasta villalonquejar.
- Línea 3
- C1 y C2 (circulares)
- Línea 15

## BiciBur
- Punto del servicio municipal BiciBur  Archivado el 28 de septiembre de 2007 en Wayback Machine. junto a la biblioteca Miguel de Cervantes

## Asociaciones
- Asociación de vecinos "San Pedro de la Fuente-Fuentecillas".
- Sociedad Recreativo Cultural "Peña San Pedro de la Fuente".
- Sociedad Recreativa "Peña Alegría de San Pedro".